# La colonna spezzata
La colonna spezzata (La Columna Rota) è uno dei più noti autoritratti di Frida Kahlo. Eseguito nel 1944, è conservato al Museo Dolores Olmedo di Xochimilco.

## Descrizione
L'artista si rappresenta a torso nudo, in un paesaggio desolato. Frida rappresenta sé stessa con "la colonna spezzata" proprio come il nome del capolavoro, rappresentando la sua sofferenza in questo difficile evento trascorso. Le lacrime scendono lungo le guance, tuttavia il viso guarda dritto davanti a sé, con fermezza. Il panno che avvolge la parte inferiore del corpo rispecchia l'iconografia cristiana relativa a San Sebastiano, coi chiodi che sostituiscono le frecce.